# スプラッターハウス わんぱくグラフィティ
『スプラッターハウス わんぱくグラフィティ』は、1989年7月31日にナムコ（現・バンダイナムコエンターテインメント）より発売されたファミリーコンピュータ用コンピュータゲームソフト。「ナムコット ファミリーコンピュータゲームシリーズ」第64弾。

## 概要
本作はアーケードゲーム（以下AC）として発売された『スプラッターハウス』（1988年）をファミリーコンピュータ（以下FC）用としてアレンジした横スクロールアクションゲームである。
AC版の特色であった残酷描写がFC向けに抑えられ、キャラクターはコミカルにデフォルメされ、アクションも簡略化された。物語も主人公・リックが恋人ジェニファーを救うという展開は同様だが悲劇的要素は皆無で、本作では数々の有名なホラー映画のワンシーンおよびモンスターをパロディ化した演出になっている。日本でのみ発売された。

## ゲーム内容

### システム
AC版同様の横スクロール型のアクションゲーム。AC版と異なって攻撃方法は斧と、道中の特定地点に落ちているアイテムのショットガンのみとなっている。
ライフ制が採用されており、ライフゲージがゼロになった時点でゲームオーバーとなる。
レベルアップの要素があり、敵を倒すと経験値（雑魚は1ポイント、ボスは10ポイント）が獲得でき、必要経験値まで溜まるとライフゲージの上限が増える（同時にライフが1ポイント回復する）。本作に即死する地形穴は存在しないが、一部ステージでは高所から落下するとエリアの前の地点に戻された上で、ペナルティとして溜めた経験値が半分に減らされてしまう。ライフゲージは最大16ポイントまで上げることができる。これらの要素はパスワードで保存することはできない。
ゲームオーバー後はタイトル画面に戻り、「COUNTINUE」を選択することで4回まで継続プレイが可能となっている。リセットボタンを押してタイトル画面に戻った場合もコンティニューは有効だが、リセットを繰り返す毎にコンティニュー回数は消費する。ステージ紹介画面で表示されるパスワードを入力することで、途中から再開することもできる。この場合は選択したステージ問わず「ライフゲージ初期値(5ポイント満タン状態)・必要経験値１０ポイント台」での再スタートなる。

### アイテム
床の上に落ちていたり、敵を倒すと出現することもある。
キャンディ
ライフゲージを1ポイント回復する。
ハンバーガー
ライフゲージを4ポイント回復する。
ショットガン
遠距離から敵を攻撃できる。貫通力があり1発で複数の敵を巻き込める。全10発。なお、発砲時に反動でリックが若干後ろに下がってしまう。
バケツ
ステージ5のボス戦前の部屋にのみ登場するギミック。頭上から降り注ぐバケツに当たると、リックがバケツを被った状態になりライフゲージもグレーになる。効果は同ステージをクリアするかゲームオーバーになるまで有効。バケツを被ってボス戦に入るとダメージを半減する効果が発揮され、攻撃を2回受けてライフが1ポイント減少となる。

### その他
- 2ヵ所の隠しステージで手に入るクリスタルボールを手に入れた状態でクリアすると、1個につき1枚の隠し画像がエンディングに追加され、2枚とも見ると、本作が『スプラッターハウス』本編（AC版）の前日談だったことが明らかになる。
- 本作では様々な有名ホラー映画がパロディ化されており、本作のROMカセットのケースに書かれているキャッチコピーは、『エイリアン』シリーズ第1作のキャッチコピーのパロディとなっている。

## ストーリー
ジェニファーは真夜中の墓場で恋人リックの突然の死を嘆き泣いていた。すると突然、鋭い落雷がリックの墓を貫き、死んだはずのリックが蘇った。驚喜するジェニファーだったが、隣の墓に眠っていた悪の魔王カボチャ大王も雷によって復活し、彼女を連れ去ってしまった。リックはジェニファーを救うため、暗い墓場の中を進んでゆく……。

## ステージ構成
3面までは、それぞれのステージにボス敵が複数存在し、各々のエリアに配置された3体のボスキャラを倒す事で1ステージクリアとなる。それ以降はボスは1ステージに付き1体となり、ステージ6のみボスが存在しない。
ステージ1：墓場の家
- エリア1（墓場）

BOSS ダンシングドラキュラとゾンビ軍団
墓場の奥にあるステージから現れるダンシングドラキュラに率いられたゾンビ軍団（マイケル・ジャクソンの『スリラー』のパロディ）。
ダンシングドラキュラは背景を移動しながら3発の弾を撃つ。弾は中央の1発は真下に、左右の2発は放物線を描いてやや外側に飛んで来る。
ダンシングドラキュラ自体を倒すことはできず、地面から湧き出るゾンビを一定数倒すとダンシングドラキュラは逃げ去り、クリアとなる。
- エリア2（小屋の中）

BOSS ポルターガイスト（本棚）
地震で部屋が揺れる中、本棚から本（ブックス）が飛び出してきてリックに襲い掛かる。
BOSS カチュカ&ポルターガイスト（椅子）
カチュカ（人形）の首が外れて浮遊し、激しく飛び回る椅子と共にリックを襲う。倒すべきボスは浮遊する首（首が回転するシーンは『エクソシスト』にも登場する）で、胴体は背景と化している。椅子は一撃で倒せるが、首を攻撃するか背景で雷が鳴るたびに復活する。
ステージ2：下水道
- エリア1（小屋の中）

BOSS チキン･イン･ザ・キッチン
小屋の台所にある、次から次へと首なしチキン（チッキン）を吐き出すオーブン。
なお、本当のボスは室内を飛び回る2本のナイフの方で、首なしチキンは何体倒しても無限に出て来る。
- エリア2（下水道）

BOSS ビッグマウス
下水道に潜む巨大なネズミ。
自身は移動せず、その場で飛び跳ねながら子ネズミを差し向ける。一撃で倒せるが、強風が吹き荒れるステージのため歩行が困難なうえ、ボス本体や子ネズミにぶつかると画面左端まで弾き飛ばされてしまうため、非常に倒しにくい。
ステージ3：恐怖の町
- エリア1（小屋の中の研究室）

BOSS タラリアン
台に横たわる少女の腹を食い破り、次々とタラリアンが出現する（映画『エイリアン』のフェイスハガーのパロディ）。1匹1匹はザコのタラリアンと変わらないが、数が多いうえに激しく動き回るのでやっかい。
少女の正体はゲーム『ドルアーガの塔』のヒロインであるカイで、タラリアンが全滅した後は何事もなかったかのように起き上がり立ち去っていく。
- エリア2（教会）

BOSS ビッグシープ
邪教集団の司祭が黒魔術で蝙蝠を召喚する。司祭自身も夜宴の象徴であるビッグシープに変身して、突進して襲い掛かる。
- エリア3（研究所）

BOSS 人面ハエ
転送装置にもぐりこんだ男がハエとの融合により、人面ハエと化して、子バエを撒き散らしながら襲い掛かってくる（映画『ザ・フライ』のパロディ）。
ステージ4：湖のほとり（ダイヤモンド湖キャンプ場入口）
BOSS バーニン
キャンプ場の平地で、閃光と共に、ナイフとフォークを握り締めた殺人鬼が襲い掛かる（映画『バーニング』に登場する殺人鬼クロプシーのパロディ。枝切りバサミが元の凶器である）。
ステージ5：ダイヤモンドキャンプ場
BOSS オオカミマン
狼男の悪霊に支配された少年が満月の力で変身し、リックに襲い掛かる。少年の正体はゲーム『妖怪道中記』の主人公であるたろすけで、倒すと悪霊から解放される。
ステージ6：丘の上の館
このステージにはボスはおらず、ステージ最後の館にたどり着くとクリアとなる。
ステージ7：悪魔の館
BOSS カボチャ大王
ジェニファーをさらったカボチャの魔物。体から小さなカボチャを撒き散らしながら浮遊し、攻撃を受けると画面内を高速で跳ね回って体当たり攻撃を仕掛ける。

### 隠しステージ
特定のステージに存在する隠された入り口からいける隠しステージ。この面では特定のルートをたどるとステージ冒頭するからループするようになっている。またこのステージ内では経験値稼ぎは一切できない。
日本ステージ
3面ボスを倒した後、左側の転送装置に入ることで行ける隠しステージ。
日本の城の外からスタートして外郭を昇って城の内部に入り、ゴール地点の部屋に入るとクリア。
クリアの際にはお姫様の舞を見るイベントが発生し、隠しエンディングの条件である1つ目のクリスタルボールが手に入る。なお、ここでクリスタルボールを手に入れると後続のステージで表示されるパスワードが変化しクリスタルボールの取得状態が保持される。
エジプトステージ
最終面のスタート地点から行き止まりの地点にある穴に飛び込んだ後、少し進んだ先にある扉に入ることで行ける隠しステージ。
ピラミッドの中を進み、ゴール地点にいるクレオパトラに会うと隠しエンディングの条件である2つ目のクリスタルボールが手に入る。その後は通常ステージの少し進んだ地点からステージが再開する。　
ただし、穴に飛び込んだ先に待ち構えている司祭に捕まると強制的に次のエリアへ進まされてしまうため、画面左側へ落ちた後、司祭に近づきすぎないよう、少しずつ前進しながら進む必要がある。
なお、ピラミッドの中に隠し扉が存在し、日本面を通過していればクレオパトラの部屋へ、日本面へ行っていない場合はそちらに通じるようになっており、日本面をクリアするとエジプト面のピラミッドへ戻る。

## キャラクター
リック
主人公。死によって墓に葬られたが、落雷のショックで復活。
同じくして復活したカボチャ大王にさらわれたジェニファーを救うため、斧を振るう。
ジェニファー
リックの恋人。リックの復活を喜ぶが、カボチャの魔王によってさらわれてしまう。
カボチャ大王
リックの隣の墓に眠っていた、カボチャの怪物。ジェニファーをさらう。

## 他機種版
| No. | タイトル                    | 発売日            | 対応機種                                                          | 開発元          | 発売元   | メディア                            | 型式 | 備考                           |
| --- | --------------------------- | ----------------- | ----------------------------------------------------------------- | --------------- | -------- | ----------------------------------- | ---- | ------------------------------ |
| 1   | ナムコットコレクション      | 2020年6月18日     | Nintendo Switch                                                   | B.B.スタジオ M2 | バンナム | Switch専用ゲームカード ダウンロード |      | ファミリーコンピュータ版を収録 |
| 2   | NAMCO MUSEUM ARCHIVES Vol.1 | INT 2020年6月18日 | Nintendo Switch（日本国外） PlayStation 4 Xbox One Windows(Steam) | B.B.スタジオ M2 | バンナム | ダウンロード                        | -    | ファミリーコンピュータ版を収録 |

Nintendo Switch版
かつてのナムコの家庭用ゲームブランド『namcot』名義で発売されたファミリーコンピューターソフトのダウンロード専売オムニバスソフトシリーズ『ナムコットコレクション』の ダウンロードコンテンツ第1弾として配信された。また、パッケージ専売として第1弾収録コンテンツを完全収録したソフト版も発売された。内容は忠実だが、以下の変更が施された
- パスワードで途中再開した際のライフと経験値の初期値が変更され「ライフ８メモリ(満タン状態)・必要経験値２０ポイント台」での再開となる。
- 機種の都合上、2Pコントローラーを使用する裏技は使用不可。
- 光の点滅表現に修正が入っている[6]。

## スタッフ
- プランナー：MAGUMA TAIJI（ながやまたいじ）、BISHIBASHI HARO
- プログラマー：SILKY DEGUCHI（篠原伸之）、MYT JUSO
- キャラクター：ONI TAIJI（ながやまたいじ）、JUNCHA、BAGUCHAN、HIDEBOU
- 音楽：ANNA PURUNA
- スペシャル・サンクス：NOBOTAN、YAPPY、PRINCESS KI、KAZUU（みずのかずみ）
- プロデューサー：JJ PAGE

## 評価
- ゲーム誌『ファミコン通信」の「クロスレビュー」では合計26点（満40点）[7]、ファミリーコンピュータMagazineの読者投票による「ゲーム通信簿」での評価は以下の通りとなっており、20.98点（満30点）となっている[1]。同誌1991年5月10日号特別付録の「ファミコンロムカセット オールカタログ」では、「業務用のあのオドロオドロしさは影をひそめ、かわいらしさが前面に押しだされ登場した」と紹介されている[1]。

| 項目 | キャラクタ | 音楽 | 操作性 | 熱中度 | お買得度 | オリジナリティ | 総合  |
| 得点 | 3.91       | 3.41 | 3.62   | 3.33   | 3.39     | 3.31           | 20.98 |
- ゲーム誌『CONTINUE』では、「ホッケーマスクをかぶった筋肉男がナタを振り回す原作を、子供向けにアレンジ」、「そもそも『ジェイソン』という確固たるシリアルキラー的イメージのキャラクターをSD化した時点で白々しいことこの上ない仕上がりとなった」と評している[8]。